# Сідні Шелдон
Сі́дні Ше́лдон (11 лютого 1917 — 30 січня 2007) — американський письменник, лауреат премії «Оскар». Протягом майже 20 років працював сценаристом на телебаченні, де створив сценарії програм «Шоу Петті Дьюк» (1963–1966), «Я мрію про Джинні» (1965–1970) і «Від Гарта до Гарта» (1979–1984). Всесвітньої слави зажив у 53-річному віці після виходу в світ свого першого детективного роману «Обличчя без маски (роман)» (1970), серед інших його бестселерів — «Майстер гри» (1982), «Інша сторона півночі» (1973) і «Лють ангелів» (1980).

## Життєпис

### Молоді роки
Шелдон народився Сідні Шехтелем в Чикаго, штат Іллінойс. Його батьки, українсько-єврейського походження, були Ешер «Отто» Шехтелем (1894–1967), менеджер ювелірного магазину, і Наталі Маркус. У 10 років, Сідні зробив свою першу продаж — $5 за вірш. Під час Великої депресії він працював на різних робочих місцях, а після закінчення Східної Середньої школи Денвера він відвідував Північно-Західний університет, що сприяло його грі у драматичних групах.

## Романи
- Обличчя без маски / The Naked Face (1970) (Інші назви та варіанти перекладу назви: «Зірвати маску»; «Без маски»; «Справжнє обличчя»; «Дон Вінтон»)
- Зворотний бік півночі / The Other Side of Midnight (1973)
- Незнайомець у дзеркалі / A Stranger in the Mirror (1976)
- Узи крові / Bloodline (1977)
- Гнів янголів / Rage of Angels (1980)
- Інтриганка / Master of the Game (1982)
- Якщо настане завтра / If Tomorrow Comes (1985)
- Вітряки богів / Windmills of the Gods (1987)
- Піски часу/ The Sands of Time (1988)
- Опівнічні спогади / Memories of Midnight (1990)
- Конспірологія кінця світу / The Doomsday Conspiracy (1991)
- Зірки сяють із небес / The Stars Shine Down (1992)
- Ніщо не вічне / Nothing Lasts Forever (1994)
- Ранок, день, ніч… / Morning, Noon, and Night (1996)
- Тонкий розрахунок / The Best Laid Plans (1997)
- Розкажи мені свої сни / Tell Me Your Dreams (1998)
- Обвалені небеса / The Sky is Falling (2001)
- Ти боїшся темряви? / Are You Afraid of the Dark? (2004)
- Зворотний бік успіху / The Other Side of Me (2005) (автобіографія)

## Переклади українською
- «Гнів ангелів» — Львів: Апріорі, 2025, 424 стор. ISBN 978-617-629-901-1. Переклала Лана Перлулайнен
- «Ніщо не вічне» — Львів: Апріорі, 2025, 312 стор. ISBN 978-617-629-920-2. Переклала Софія Слаба
- «Якщо настане завтра». — Львів: Апріорі, 2025, 432 стор. ISBN 978-617-629-938-7. Переклав Олег Король